# Saint-Gobert
Saint-Gobert ist eine französische Gemeinde mit 285 Einwohnern (Stand 1. Januar 2022) im Département Aisne in der Region Hauts-de-France (vor 2016 Picardie). Sie gehört zum Arrondissement Vervins, zum Kanton Marle und zum Gemeindeverband Thiérache du Centre.

## Geographie
Die Gemeinde Saint-Gobert liegt in der Landschaft Thiérache am Fluss Vilpion, acht Kilometer südwestlich von Vervins. Nachbargemeinden von Saint-Gobert sind Saint-Pierre-lès-Franqueville im Norden, Gercy im Nordosten, Gronard im Osten, Houry im Südosten, Lugny im Süden, Voharies im Südwesten, Rougeries Westen sowie Franqueville im Nordwesten.

## Geschichte
Der Ortsname geht auf Gobert VI. von Apremont zurück.

### Bevölkerungsentwicklung
| Jahr                       | 1962 | 1968 | 1975 | 1982 | 1990 | 1999 | 2006 | 2014 | 2022 |
| -------------------------- | ---- | ---- | ---- | ---- | ---- | ---- | ---- | ---- | ---- |
| Einwohner                  | 420  | 394  | 341  | 338  | 312  | 320  | 306  | 272  | 285  |
| Quellen: Cassini und INSEE |      |      |      |      |      |      |      |      |      |

## Sehenswürdigkeiten
- Wehrkirche Saint-Rémi

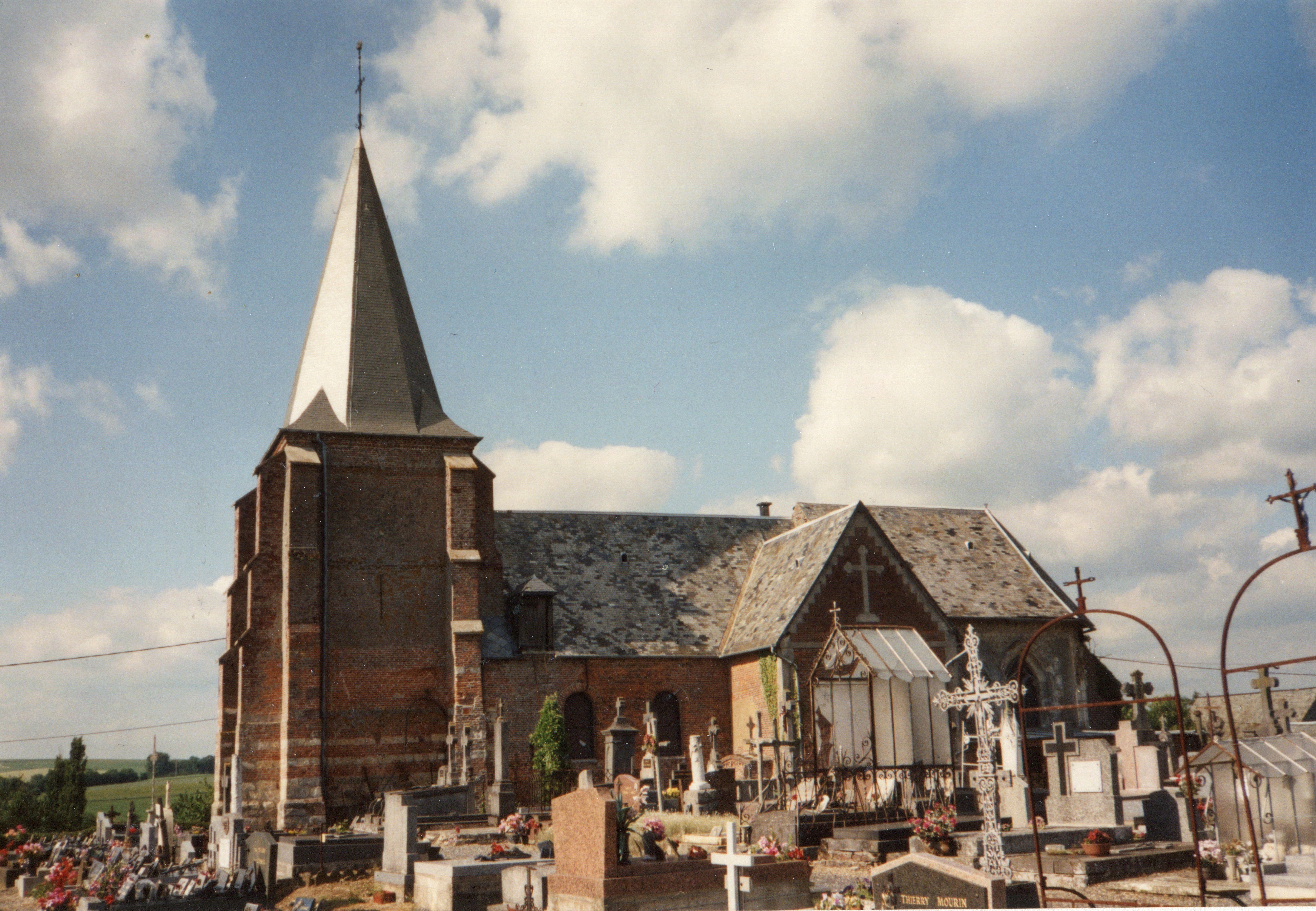
Kirche Saint-Rémi
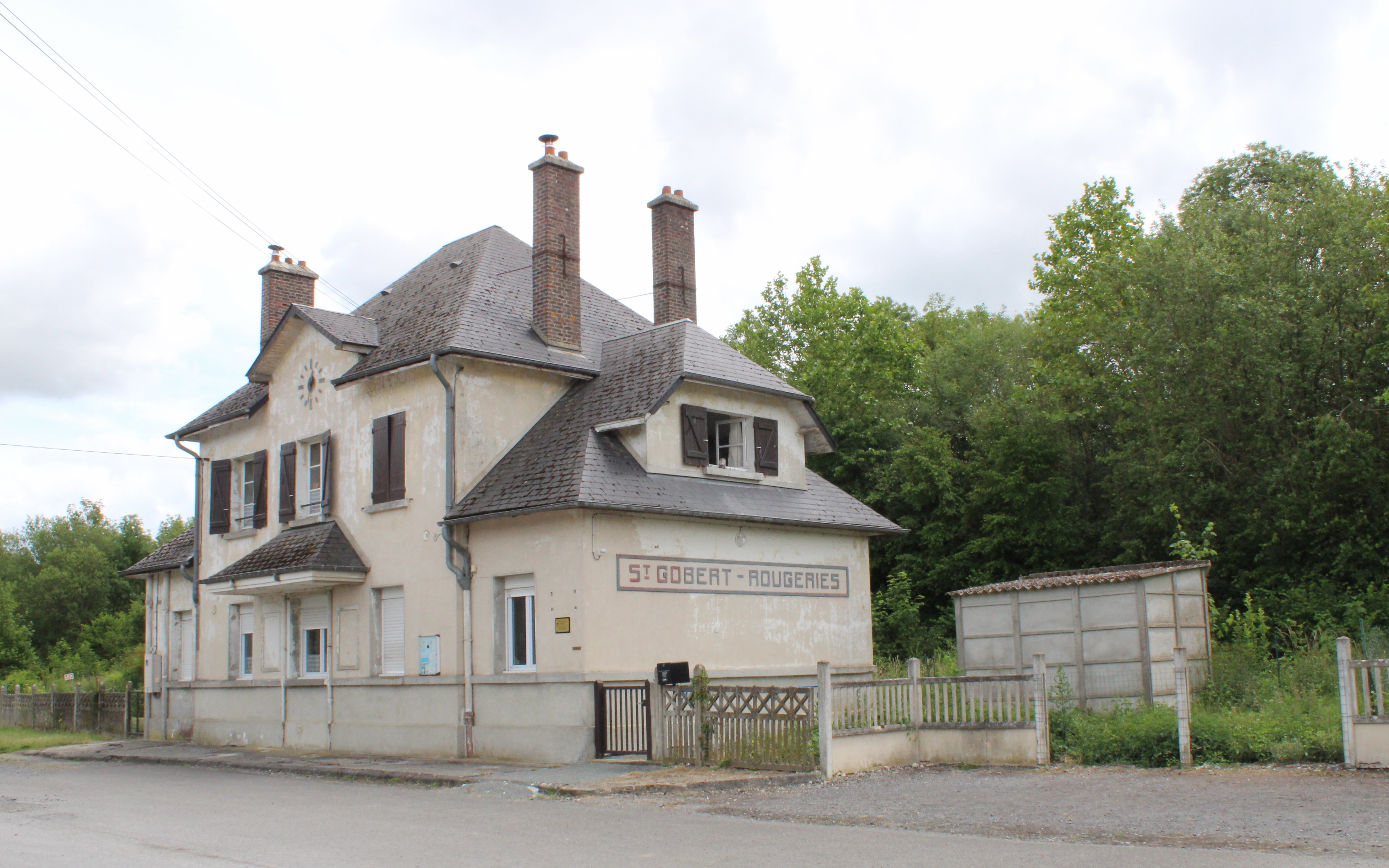
Bahnhof
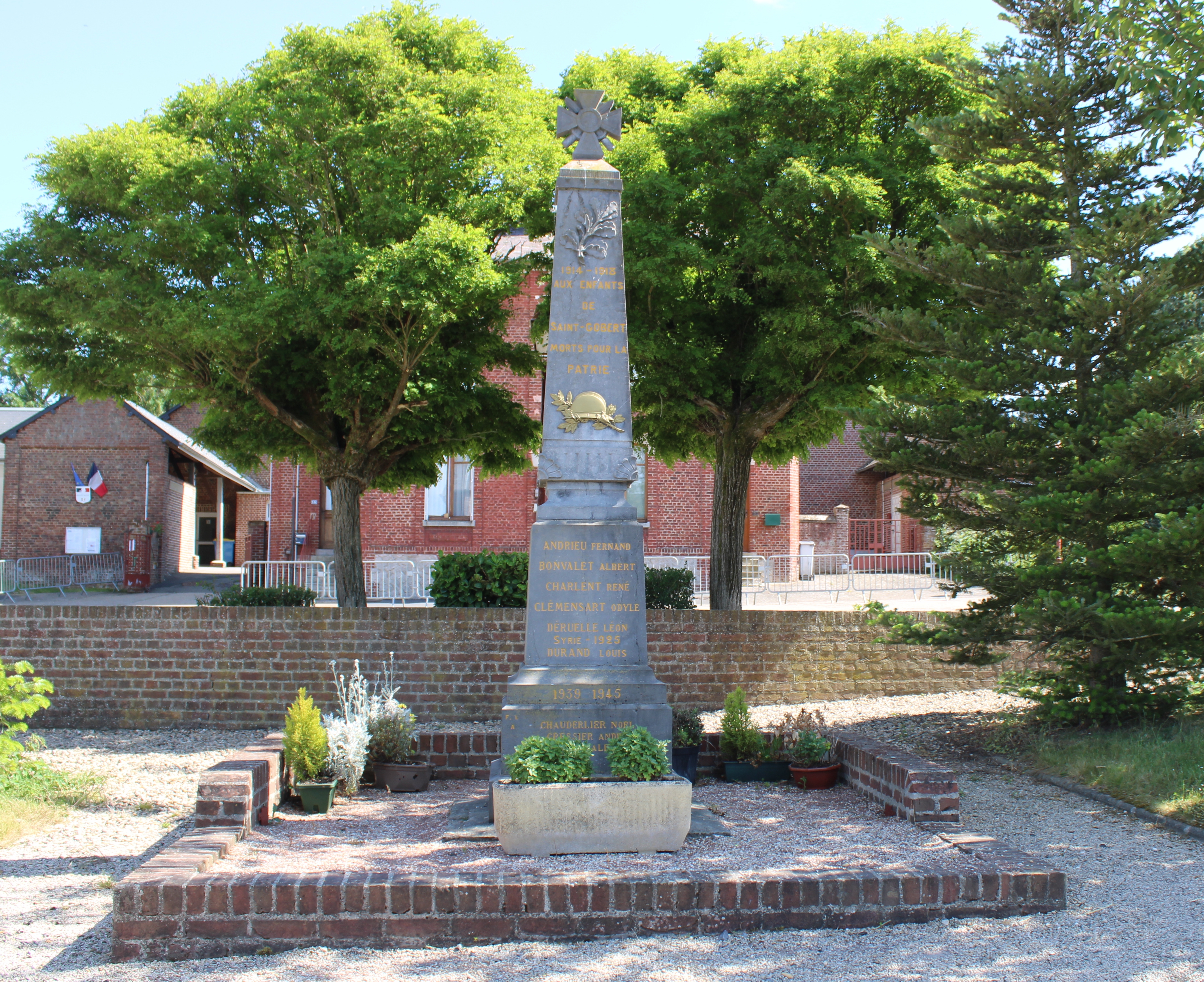
Gefallenendenkmal

## Kultur
Saint-Gobert wurde als Gemeinde mit Esperanto-Sprechern mit dem esperantistischen grünen Stern ausgezeichnet.